# Ursinus
Ursinus (Ursicinus), död cirka 385, var motpåve från 24 september 366 till 16 november 367 mot Damasus I. Han konsekrerades i basilikan Santa Maria in Trastevere.
Blodiga gatustrider fördes därefter mellan Damasus och Ursinus partier. Ursinus förvisades av Roms stadsprefekt, men ett antal av hans trogna höll sig envist kvar, bland annat i kyrkan Sant'Agnese fuori le Mura, och det kom till nya oroligheter. Kejsar Valentinianus I tillät 367 Ursinus att återvända, men då han vägrade att erkänna Damasus, förvisades han till Gallien och (378) till Köln. 
Damasus I dog i december 384, och Ursinus återkom då till Rom och gjorde förgäves anspråk på påvevärdigheten.